# Lee Jeong-hyeop
Lee Jeong-hyeop (en coreano: 이정협; Busan, 24 de junio de 1991) es un futbolista de Corea del Sur que juega en la posición de delantero con el Cheonan City F. C. de la K League 2.

## Selección nacional
Debutó con Corea del Sur en un partido ante Arabia Saudita antes de jugar la Copa Asiática 2015, y su primer gol con la selección nacional lo hizo en la victoria por 2-0 ante Australia en la Copa Asiática 2015, torneo en el que anotó dos goles.

## Clubes
| Club                               | País          | Año       |
| ---------------------------------- | ------------- | --------- |
| Busan IPark                        | Corea del Sur | 2013-2020 |
| → Sangju Sangmu (servicio militar) | Corea del Sur | 2014-2015 |
| → Ulsan Hyundai (cedido)           | Corea del Sur | 2016      |
| → Shonan Bellmare (cedido)         | Japón         | 2018      |
| Gyeongnam F. C.                    | Corea del Sur | 2021      |
| Gangwon F. C.                      | Corea del Sur | 2021-2023 |
| Seongnam F. C.                     | Corea del Sur | 2024      |
| Cheonan City F. C.                 | Corea del Sur | 2025-     |

## Palmarés

### Títulos nacionales
| Título     | Club          | País          | Año  |
| ---------- | ------------- | ------------- | ---- |
| K League 2 | Sangju Sangmu | Corea del Sur | 2015 |

### Títulos internacionales
| Título                                | Equipo        | Sede          | Año  |
| ------------------------------------- | ------------- | ------------- | ---- |
| Campeonato de Fútbol de Asia Oriental | Corea del Sur | China         | 2015 |
| Campeonato de Fútbol de Asia Oriental | Corea del Sur | Japón         | 2017 |
| Campeonato de Fútbol de Asia Oriental | Corea del Sur | Corea del Sur | 2019 |